# Gaggiano
Gaggiano is een gemeente in de Italiaanse metropolitane stad Milaan (regio Lombardije) en telt 9131 inwoners (31-12-2016). De oppervlakte bedraagt 26,7 km², de bevolkingsdichtheid is 342 inwoners per km².

## Demografie
Gaggiano telt ongeveer 3353 huishoudens. Het aantal inwoners steeg in de periode 1991-2001 met 1,3% volgens cijfers uit de tienjaarlijkse volkstellingen van ISTAT.

Ligging van Gaggiano in de provincie Milaan

| Jaar | Inwoneraantal |
| ---- | ------------- |
| 1991 | 8008          |
| 2001 | 8111          |
| 2011 | 8904          |

## Geografie
Gaggiano grenst aan de volgende gemeenten: Cusago, Cisliano, Albairate, Trezzano sul Naviglio, Vermezzo, Zibido San Giacomo, Gudo Visconti, Noviglio, Rosate.

## Galerij

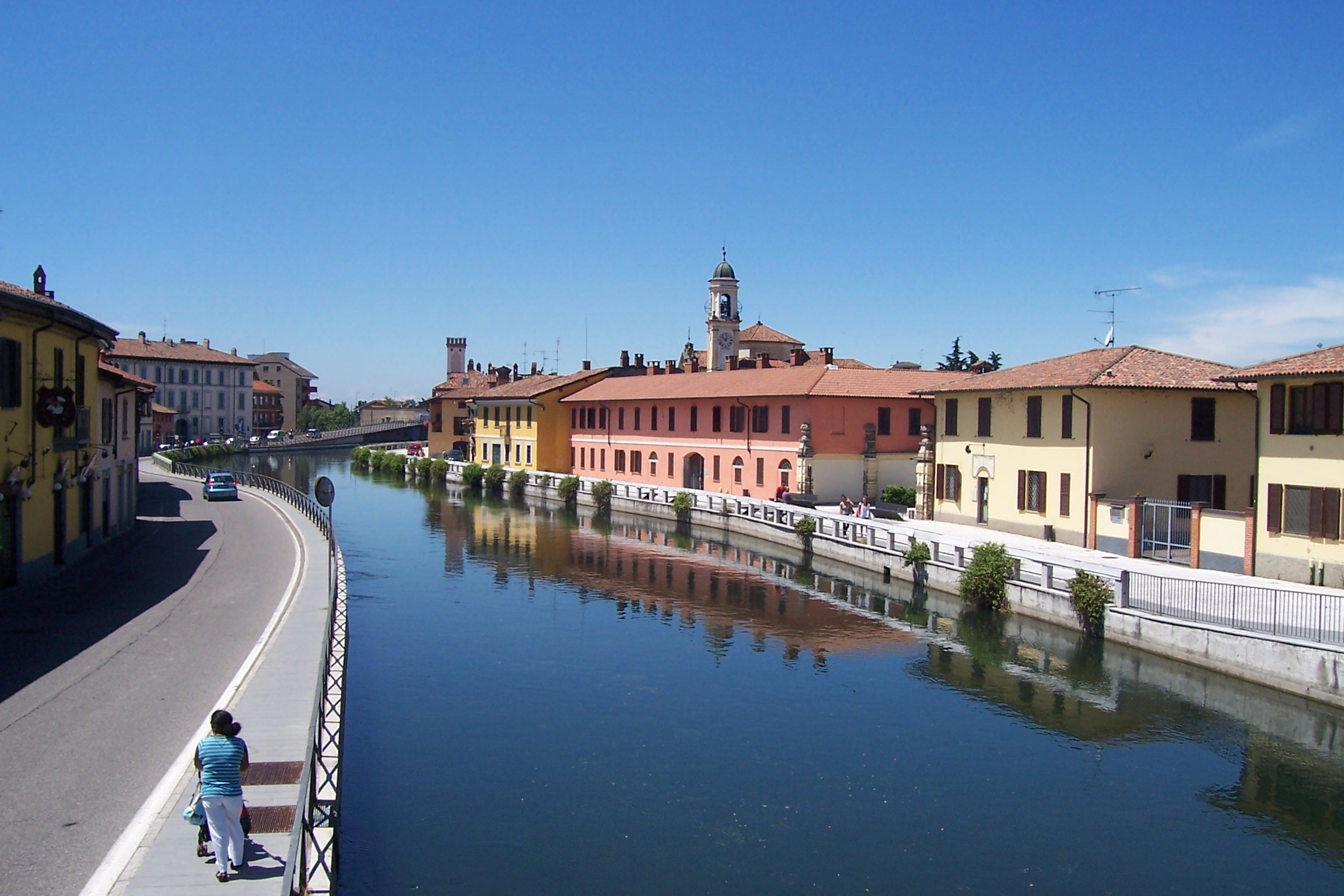
De rivier de Naviglio Grande in Gaggiano
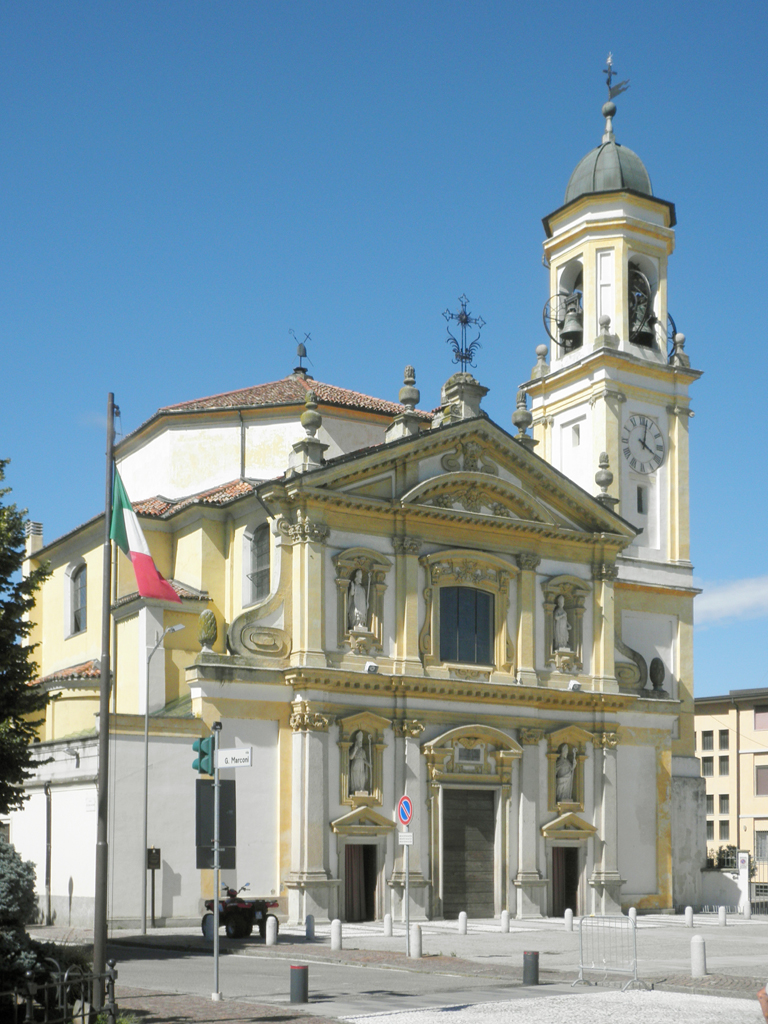
Sant'Invenzio
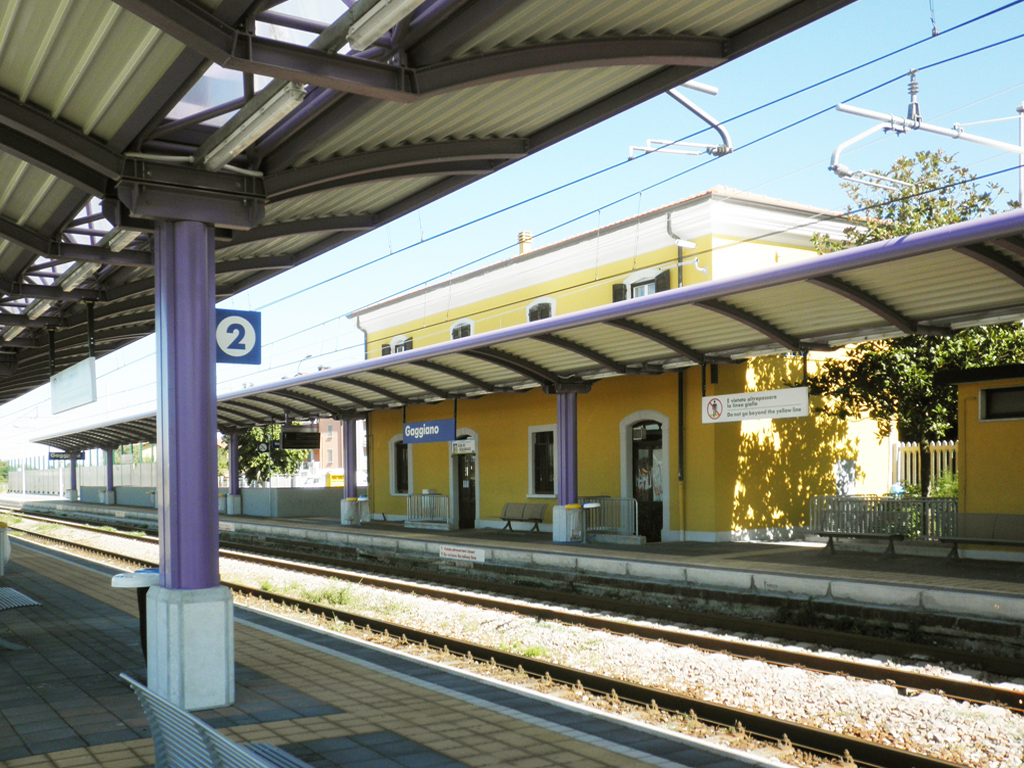
Station van Gaggiano
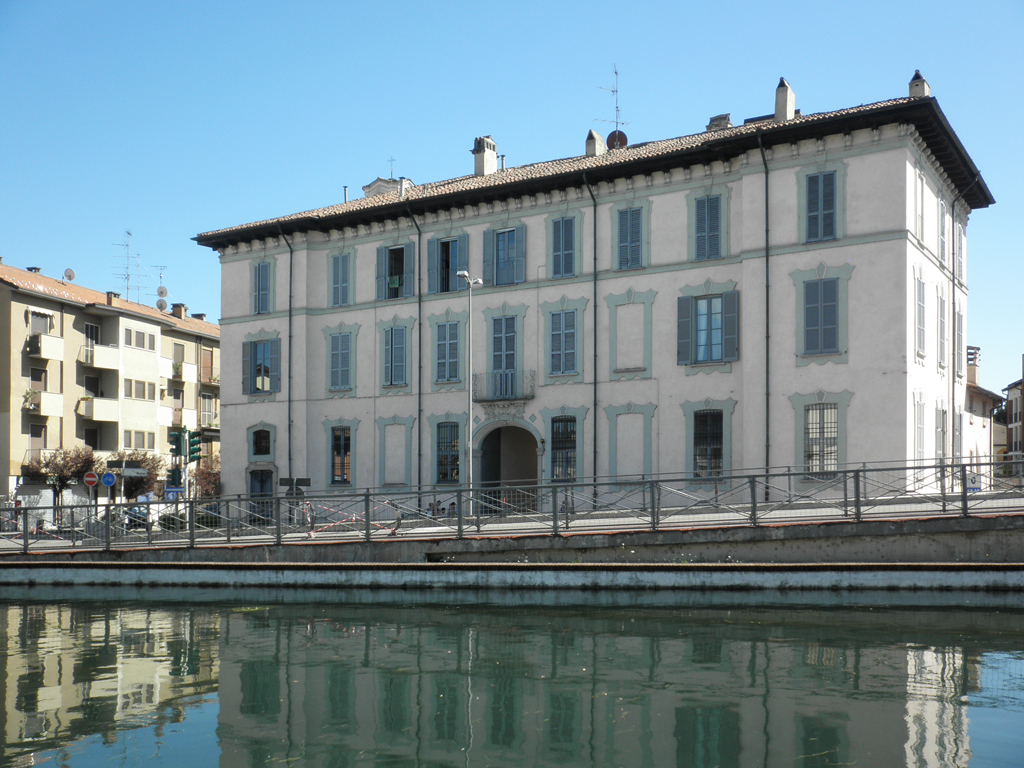
Palazzo Venini Uboldi